# 987 Wallia
A 987 Wallia (ideiglenes jelöléssel 1922 MR) a Naprendszer kisbolygóövében található aszteroida. Karl Wilhelm Reinmuth fedezte fel 1922. október 23-án, Heidelbergben.